# Lamprosema alincia
Lamprosema alincia là một loài bướm đêm trong họ Crambidae.